# Manda Chuva (álbum)
Manda Chuva é o álbum de estreia do rapper português Boss AC. Lançado a 3 de Dezembro de 1998, na chamada Era de Ouro do hip hop português, é considerado um clássico no panorama do TugaHop.

## Conceito
Apesar de ser o seu álbum de estreia, a carreira de Boss AC começara 4 anos antes, na colectânea Rapública. Durante esses 4 anos, AC foi moldando o seu estilo e ganhando notoriedade entre o mundo do hip hop, participando em álbuns de outros grupos e artistas.
Nas palavras do próprio AC, o álbum foi criado como se de um filme se tratasse. De facto, as letras e o ritmo dos temas de Manda Chuva retratam histórias, quer criadas ("Andam Aí"), quer baseadas em factos reais ("Doa a quem doer"), sugerem-nos um ambiente cinematográfico. 
O single de lançamento do álbum, "anda cá ao papá", foi bem aceite pelo público, tendo um videoclip fora do vulgar: AC encontra-se numa discoteca, nos anos 70, com um enorme penteado afro, tentando conquistar uma rapariga.

## Faixas
| N.º | Título                                          | Duração |  |
| 1.  | "Olá" (Introdução)                              |         |  |
| 2.  | "Doa a Quem doer"                               |         |  |
| 3.  | "Tacebem" (com Q-pid)                           |         |  |
| 4.  | "Freestyle" (com DJ Soon)                       |         |  |
| 5.  | "Cheio de pressa"                               |         |  |
| 6.  | "Andam Aí"                                      |         |  |
| 7.  | "Velhos tempos" (com Q-pid)                     |         |  |
| 8.  | "All Night Party" (com Konscious)               |         |  |
| 9.  | "Tunga Tunginha" (com Ana Firmino)              |         |  |
| 10. | "Vida"                                          |         |  |
| 11. | "Coisas da Vida"                                |         |  |
| 12. | "Anda cá ao papá" (com Sam e Q-pid)             |         |  |
| 13. | "Who The F*** is AC ?" (com Ithaka)             |         |  |
| 14. | "Corda"                                         |         |  |
| 15. | "Reconhece (tu s'ás com'é)" (com DJ Nee Nasty)) |         |  |
| 16. | "Hasta la vista (Outro)"                        |         |  |
| 17. | "Dá-me Corda"                                   |         |  |
| 18. | "Depois do Bip" (Faixa oculta)                  |         |  |